# مهرجان كاسالس

مهرجان كاسالس هو حدث موسيقي كلاسيكي يتم الاحتفال به كل عام في سان خوان (بورتوريكو) تكريما للموسيقي الكلاسيكي بابلو كاسالس.

## خلفية
تأسس المهرجان من قبل بابلو كاسالس في عام 1956. وتم الترويج له من قبل تيودورو موسكوسو وديفيد أوجلفي بهدف تغيير صورة بورتوريكو وتعزيز السياحة في الجزيرة خلال وقت الذروة.
بعد تنفيذ عملية التمهيد، وظف تيودورو موسكوسو المعلن ديفيد أوجيلفي لنشر صور الشعب وهو منخرط في النهضة الثقافية. قد مرت إجراءات تيودورو موسكوسو الحاسمة في مراحل حرجة (مثل نجاحه في دفع الإعفاءات الضريبية والسياحة في أواخر الأربعينيات) وقناعته الشخصية، كما هو الحال مع بابلو كاسالس الذي تم إقناعه في سن الثمانين بتأسيس مهرجان كاسالس في سان خوان.
ولد بابلو كاسالس في إسبانيا لأم بورتوريكية بيلار ديفيلو عام (1876-1973). كان عازف تشيلو ومؤيدًا للحكومة الجمهورية الإسبانية، وكان على خلاف مع الجنرال فرانثيسكو فرانكو عندما تمت الإطاحة بالحكومة الجمهورية الإسبانية. ذهب كاسالس للعيش في قرية براديس الفرنسية وهناك أسس مهرجان براديس. وقد زار كاسالز بورتوريكو في عامي 1955 و 1956.
انتقل كاسالس إلى الجزيرة عام 1956 بشكل دائم، وكان يقرر أن يفتتح المهرجان الذي يحمل اسمه؛ أقيم افتتاح المهرجان في مسرح جامعة بورتوريكو. كان من المفترض أن يؤدي كاسالس في جناح رقم 3 في C الكبرى للتشيلو المنفرد يوهان سباستيان باخ، ولكن أصيب بـنوبة قلبية أثناء البروفات؛ وعلى الرغم من دخول كاسالس المستشفى استمر الحدث كما هو مقرر مع أداء عازف البيانو رودولف سيركين.
عندما بدأ المهرجان لأول مرة، جاء غالبية الموسيقيين الذين تعاقدت معهم أوركسترا المهرجان لهذا الحدث من الولايات المتحدة. وبعض الاستثناءات من هذا الحدث كانت خيسوس ماريا سانروما وهنري هاتشينسون الأب وفرناندو فالنتي ونارسيسو فيغيروا وإخوانه. وبحلول عام 1970 كان غالبية أعضاء أوركسترا المهرجان من بورتوريكو.
من بين المخرجين الموسيقيين الذين شاركوا في المهرجان بجانب كاسالس مستسلاف روستروبوفيتش وليونارد برنستاين وزوبين ميهتا ويوجين أورماندي والسيد جون باربوريلي ويهُدي مينوهين ومؤخراً كرزيستوف بينديريكي.
كان الاتجاه الفني للمهرجان تحت إشراف "المايستروس" ومن وقت لأخر: جورج ميستر وأودون ألونسو ومستيسلاف روستروبوفيتش وكرزيستوف بينديريكي وإلياس لوبيز سوبا وجوستينو دياز وحالياً تحت قيادة ماكسيميانو فالديس.
توفي بابلو كاسالس في 22 أكتوبر 1973؛ وتعهدت أرملته مارتا كاسالس التي كانت رئيسة اللجنة الموسيقية والرئيس المشارك لمجلس الإدارة ومدير الموسيقى حتى عام 1979 بمواصلة الحدث السنوي. اتخذ المهرجان نهجاً جديدًا مع تعيين عازف البيانو والباحث إلياس لوبيز سوبا وباس باريتون جوستينو دياز كمخرجين فنيين وموسيقيين. استمر هذان الفنانان البورتوريكيين في متابعة إرث بابلو ومارتا كاسالس وجذبا العديد من الموسيقيين لسلسلة من الحفلات الموسيقية. المهرجان الذي يقام الآن في مركز لويس أ. فيري للفنون المسرحية في سان خوان احتفل بعيده الخمسين في عام 2006 بأداء أوركسترا فيلادلفيا تحت الإدارة الموسيقية للمايسترو كريستوف إشنباخ.
تم تغيير اسم مهرجان براديس الذي أنشأه كاسالس في فرنسا عام 1950 إلى مهرجان بابلو كاسالس في عام 1982.
- مهرجان الموسيقى

1. ↑  "التغيير الحر لتصميم عرض كاسالس". web.archive.org. سُبري نُستروس. 11 أبريل 2012. مؤرشف من الأصل في 2012-04-11. اطلع عليه بتاريخ 2023-01-23.
2. 1 2  جون أوكونور (5 يناير 1995). "أمريكا الشمالية لمشاهدة حفلة مهرجان كاسالس". The New York Times. ISSN:0362-4331. مؤرشف من الأصل في 2023-01-23. اطلع عليه بتاريخ 2023-01-23.
3. ↑  ألان كوزين (2 يناير 1991). "استعادة أشرطة الفيديو القديمة لمهرجان كاسالس". The New York Times. ISSN:0362-4331. مؤرشف من الأصل في 2023-01-23. اطلع عليه بتاريخ 2023-01-23.
4. ↑  "مهرجان كاسالس دي بورتوريكو". Revista Galenus. مؤرشف من الأصل في 2023-01-23. اطلع عليه بتاريخ 2023-01-23.

- الموقع الرسمي